# The Cosmos Rocks
The Cosmos Rocks este albumul de debut al formației engleze Queen + Paul Rodgers, lansat pe 15 septembrie 2008 în Uniunea Europeană și pe 28 octombrie 2008 în America de Nord. Conține 14 piese noi scrise de Brian May, Paul Rodgers și Roger Taylor.

## Listă de melodii
1. Cosmos Rockin' (4:10)
2. Time To Shine (4:23)
3. Still Burnin' (4:04)
4. Small (4:39)
5. Warboys (3:18)
6. We Believe (6:08)
7. Call Me (2:59)
8. Voodoo (4:27)
9. Some Things That Glitter (4:03)
10. C-lebrity (3:38)
11. Through The Night (4:54)
12. Say It's Not True (4:00)
13. Surf's Up . . . School's Out ! (5:38)
14. small reprise (2:05)

## DVD Bonus - „Live from Japan”
1. "Reaching Out" (Hill/Black)
2. "Tie Your Mother Down" (May)
3. "Fat Bottomed Girls" (May)
4. "Another One Bites the Dust" (Deacon)
5. "Fire and Water" (Rodgers/Fraser)
6. "Crazy Little Thing Called Love" (Mercury)
7. "Teo Torriatte (Let Us Cling Together)" (May)
8. "These Are the Days of Our Lives" (Queen)
9. "Radio Ga Ga" (Taylor)
10. "Can’t Get Enough" (Ralphs)
11. "I Was Born to Love You" (Mercury)
12. "All Right Now" (Rodgers/Fraser)
13. "We Will Rock You" (May)
14. "We Are the Champions" (Mercury)
15. "God Save the Queen" (trad.)

Melodii ce nu apar pe album
- "Runaway" (Shannon/Crook)

Melodii omise
- "Take Love" (Rodgers)

## Muzicieni
Album produs de Brian May, Paul Rodgers și Roger Taylor
- Brian May - chitară solo, chitară bas, voce și voce de acompaniament,  pian, clape, sintetizator
- Paul Rodgers - voce și voce de acompaniament, chitară ritmică, chitară bas, pian, muzicuță
- Roger Taylor - tobe, percuție, voce și voce de acompaniament, chitară ritmică, clape
- Taylor Hawkins - voce de acompaniament la "C-lebrity"

Co-produs de Joshua J Macrae, Justin Shirley-Smith and Kris Fredriksson.
Toate piesele compuse de Queen + Paul Rodgers
Acest album este dedicat lui Freddie Mercury.

## Single-uri
- Say It's Not True - 31 decembrie 2007
- C-lebrity - 8 septembrie 2008

## Turneul Cosmos Rocks

### Datele turneului (Europa/Emiratele Arabe Unite/America de sud)
| Data                | Orașul                      | Unde                                      |
| ------------------- | --------------------------- | ----------------------------------------- |
| 12 septembrie, 2008 | Harkiv, Ucraina             | Piața Libertății                          |
| 15 septembrie, 2008 | Moscova, Rusia              | Stadionul Olimpic                         |
| 16 septembrie, 2008 | Moscova, Rusia              | Stadionul Olimpic                         |
| 19 septembrie, 2008 | Riga, Latvia                | Arena Riga                                |
| 21 septembrie, 2008 | Berlin, Germania            | Velodrom                                  |
| 23 septembrie, 2008 | Antwerp, Belgia             | Sportpaleis Merksem                       |
| 24 septembrie, 2008 | Paris, Franța               | Palais Omnisports de Paris-Bercy          |
| 26 septembrie, 2008 | Roma, Italia                | Palalottomatica                           |
| 28 septembrie, 2008 | Milano, Italia              | Datchforum                                |
| 29 septembrie, 2008 | Zürich, Elveția             | Hallenstadion                             |
| 1 octombrie, 2008   | München, Germania           | Olympiahalle                              |
| 2 octombrie, 2008   | Mannheim, Germania          | SAP Arena                                 |
| 4 octombrie, 2008   | Hanovra, Germania           | TUI Arena                                 |
| 5 octombrie, 2008   | Hamburg, Germany            | Color Line Arena                          |
| 7 octombrie, 2008   | Rotterdam, Olanda           | Ahoy Rotterdam                            |
| 8 octombrie, 2008   | Esch-sur-Alzette, Luxemburg | Rockhal                                   |
| 10 octombrie, 2008  | Nottingham, Anglia          | Nottingham Arena                          |
| 11 octombrie, 2008  | Glasgow, Scoția             | Scottish Exhibition and Conference Centre |
| 13 octombrie, 2008  | Londra, Anglia              | O2 Arena                                  |
| 14 octombrie, 2008  | Cardiff, Țara Galilor       | Cardiff International Arena               |
| 16 octombrie, 2008  | Birmingham, Anglia          | National Indoor Arena                     |
| 18 octombrie, 2008  | Liverpool, Anglia           | Echo Arena                                |
| 19 octombrie, 2008  | Sheffield, Anglia           | Sheffield Arena                           |
| 22 octombrie, 2008  | Barcelona, Spania           | Palau Sant Jordi                          |
| 24 octombrie, 2008  | Murcia, Spania              | Estadio La Condomina                      |
| 25 octombrie, 2008  | Madrid, Spania              | Palacio de los Deportes                   |
| 28 octombrie, 2008  | Budapesta, Ungaria          | Budapest Sports Arena                     |
| 29 octombrie, 2008  | Belgrad, Serbia             | Belgrade Arena                            |
| 31 octombrie, 2008  | Praga, Cehia                | O2 Arena                                  |
| 1 noiembrie, 2008   | Viena, Austria              | Wiener Stadthalle                         |
| 4 noiembrie, 2008   | Newcastle, Anglia           | Metro Radio Arena                         |
| 5 noiembrie, 2008   | Manchester, Anglia          | MEN Arena                                 |
| 7 noiembrie, 2008   | Londra, Anglia              | O2 Arena                                  |
| 8 noiembrie, 2008   | Londra, Anglia              | Wembley Arena                             |
| 14 noiembrie, 2008  | Dubai, United Arab Emirates | Dubai Autodrome                           |
| 19 noiembrie, 2008  | Santiago, Chile             | Estadio San Carlos de Apoquindo           |
| 21 noiembrie, 2008  | Buenos Aires, Argentina     | Estadio José Amalfitani                   |
| 26 noiembrie, 2008  | Sao Paulo, Brazilia         | Via Funchal                               |
| 27 noiembrie, 2008  | Sao Paulo, Brazilia         | Via Funchal                               |
| 29 noiembrie, 2008  | Rio de Janeiro, Brazilia    | HSBC Arena                                |